# Wahlkreis Diez/Nassau
Der Wahlkreis Diez/Nassau (Wahlkreis 7) ist ein Landtagswahlkreis in Rheinland-Pfalz. Er umfasst die Verbandsgemeinden Aar-Einrich, Diez, Nassau und Nastätten, die dem Rhein-Lahn-Kreis angehören.

## Wahl 2021
Für die Landtagswahl 2021 traten folgende Kandidaten an:
| Direktkandidaten  | Partei           | Wahlkreisstimmen in % | Landesstimmen in % |
| ----------------- | ---------------- | --------------------- | ------------------ |
| Jörg Denninghoff  | SPD              | 37,4 %                | 39,9 %             |
| Matthias Lammert  | CDU              | 27,6 %                | 25,0 %             |
| Michael Eberhardt | AfD              | 7,8 %                 | 7,8 %              |
| Rehan Khan        | FDP              | 3,2 %                 | 4,4 %              |
| Carsten Jansing   | Grüne            | 8,8 %                 | 8,0 %              |
| Michael Maaß      | Die Linke        | 2,6 %                 | 2,1 %              |
| Lisa-Marie Jeckel | Freie Wähler     | 12,5 %                | 7,9 %              |
| –                 | Piraten          | –                     | 0,6 %              |
| –                 | ÖDP              | –                     | 0,4 %              |
| –                 | Klimaliste       | –                     | 0,4 %              |
| –                 | Die PARTEI       | –                     | 1,0 %              |
| –                 | Tierschutzpartei | –                     | 1,8 %              |
| –                 | Volt             | –                     | 0,6 %              |

Denninghoff legte sein Mandat nach seiner Wahl zum Landrat des Rhein-Lahn-Kreises am 15. Juli 2022 nieder. Für ihn rückte Manuel Liguori nach.

## Wahl 2016
Die Ergebnisse der Wahl zum 17. Landtag Rheinland-Pfalz vom 13. März 2016 :
| Direktkandidaten                  | Partei       | Wahlkreisstimmen | Landesstimmen |
| --------------------------------- | ------------ | ---------------- | ------------- |
| Jörg Denninghoff                  | SPD          | 39,9 %           | 39,8 %        |
| Matthias Lammert                  | CDU          | 31,1 %           | 28,8 %        |
| Carsten Jansing                   | GRÜNE        | 4,8 %            | 4,7 %         |
| Herbert Pechmann                  | FDP          | 4,9 %            | 5,9 %         |
| Ulrich Eugen Lenz                 | DIE LINKE    | 2,9 %            | 2,5 %         |
| Armin Hillingshäuser              | Freie Wähler | 6,0 %            | 3,7 %         |
| Florian Fillbach                  | AfD          | 10,4 %           | 12,5 %        |
| –                                 | Sonstige     | –                | 2,1 %         |
| Wahlberechtigte: 55.709 Einwohner |              |                  |               |
| Wahlbeteiligung: 69,5 %           |              |                  |               |

- Direkt gewählt wurde Jörg Denninghoff (SPD).

## Wahl 2011
Die Ergebnisse der Wahl zum 16. Landtag Rheinland-Pfalz vom 27. März 2011:
| Direktkandidaten                  | Partei       | Wahlkreisstimmen | Landesstimmen |
| --------------------------------- | ------------ | ---------------- | ------------- |
| Frank Puchtler                    | SPD          | 50,5 %           | 42,2 %        |
| Matthias Lammert                  | CDU          | 28,8 %           | 30,2 %        |
| Thorsten Janning                  | GRÜNE        | 11,3 %           | 14,6 %        |
| Susanne Pillokat-Tangen           | FDP          | 3,3 %            | 4,2 %         |
| Ulrich Lenz                       | DIE LINKE    | 3,4 %            | 2,9 %         |
| Armin Hillingshäuser              | Freie Wähler | 2,7 %            | 2,6 %         |
| –                                 | Sonstige     | –                | 3,3 %         |
| Wahlberechtigte: 56.771 Einwohner |              |                  |               |
| Wahlbeteiligung: 61,9 %           |              |                  |               |

- Direkt gewählt wurde Frank Puchtler (SPD).[5]
- Matthias Lammert (CDU) wurde über die Landesliste (Listenplatz 22) in den Landtag gewählt.[7]

## Wahl 2006
Die Ergebnisse der Wahl zum 15. Landtag Rheinland-Pfalz vom 26. März 2006:
| Direktkandidaten                  | Partei   | Wahlkreisstimmen | Landesstimmen |
| --------------------------------- | -------- | ---------------- | ------------- |
| Frank Puchtler                    | SPD      | 53,9 %           | 52,9 %        |
| Matthias Lammert                  | CDU      | 31,7 %           | 28,2 %        |
| Ralph Schleimer                   | FDP      | 6,5 %            | 7,4 %         |
| Paul Stegemann                    | GRÜNE    | 5,1 %            | 3,9 %         |
| Michael Kien                      | PBC      | 0,6 %            | 0,4 %         |
| Martin Brosch                     | WASG     | 2,2 %            | 1,9 %         |
| –                                 | Sonstige | –                | 5,3 %         |
| Wahlberechtigte: 57.268 Einwohner |          |                  |               |
| Wahlbeteiligung: 57,6 %           |          |                  |               |

- Direkt gewählt wurde Frank Puchtler (SPD).[10]

## Wahlkreissieger
| Wahl | Name             | Partei | Stimmenanteil |
| ---- | ---------------- | ------ | ------------- |
| 1991 | Karl Peter Bruch | SPD    | 51,7 %        |
| 1996 | Karl Peter Bruch | SPD    | 50,1 %        |
| 2001 | Karl Peter Bruch | SPD    | 52,7 %        |
| 2006 | Frank Puchtler   | SPD    | 53,9 %        |
| 2011 | Frank Puchtler   | SPD    | 50,5 %        |
| 2016 | Jörg Denninghoff | SPD    | 39,9 %        |
| 2021 | Jörg Denninghoff | SPD    | 37,4 %        |